# .cs
.csはチェコスロバキア（1989年までチェコスロバキア社会主義共和国、以降はチェコスロバキア連邦共和国）に割り当てられていた国別コードトップレベルドメイン(ccTLD)。
しかし、1993年にチェコスロバキアのチェコ共和国とスロバキア共和国への分割により、2つの新しい国に、それぞれ、.czと.skの新しいccTLDが割り当てられた。.csの使用は減少し、1995年1月頃にccTLDが削除された。
.csは、削除されることになっても、非常に多く利用されていたトップレベルドメインであった。RIPE Network Coordination Centreからの統計では、.czと.skへの置き換えが多数行なわれた後の1994年6月においても、.csドメインが残っていることを示していた。.csは2,300を越えるホストが存在し、他の削除されたTLD（例えば、.nato、.zr等）と比較して、2倍以上の数であった。
また、CSは、セルビアとモンテネグロに分割する以前のセルビア・モンテネグロ（セルビア語：Srbija i Crna Gora）のISO 3166-1におけるコードである。しかし実際には、セルビア・モンテネグロの時代にもユーゴスラビア連邦共和国時代のccTLDである.yuをそのまま使用し続けたため、セルビア・モンテネグロで.csが利用されることはなかった。分割後のISO 3166-1のコードは、セルビアはRS、モンテネグロはMEとなり、それぞれ.rsと.meへの移行が行われている。